# Pseustes sulphureus
Pseustes sulphureus là một loài rắn trong họ Rắn nước. Loài này được Wagler mô tả khoa học đầu tiên năm 1824.

## Mô tả
P. sulphureus là một loài rắn lớn, chúng có thể phát triển đến tổng chiều dài là 3 mét (9,8 ft) (bao gồm cả đuôi).

## Phân bố
P. sulphureus được tìm thấy ở bắc Nam Mỹ, Trinidad và Tobago.

## Hình ảnh

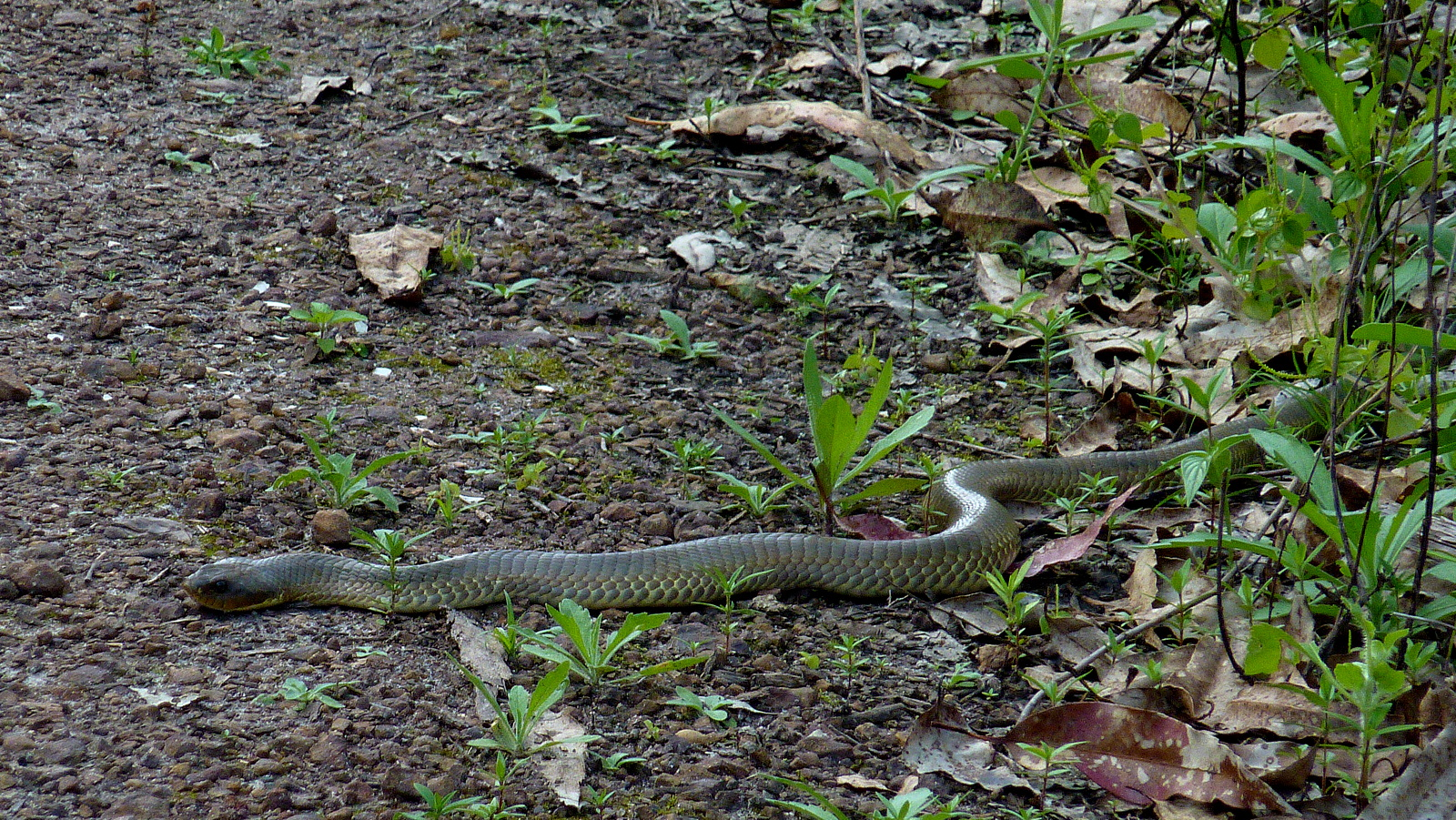